# SN 2004be
SN 2004be – supernowa typu II odkryta 6 kwietnia 2004 roku w galaktyce E499-G34. W momencie odkrycia miała maksymalną jasność 17,00m.